# Gwenaëlle Aubry

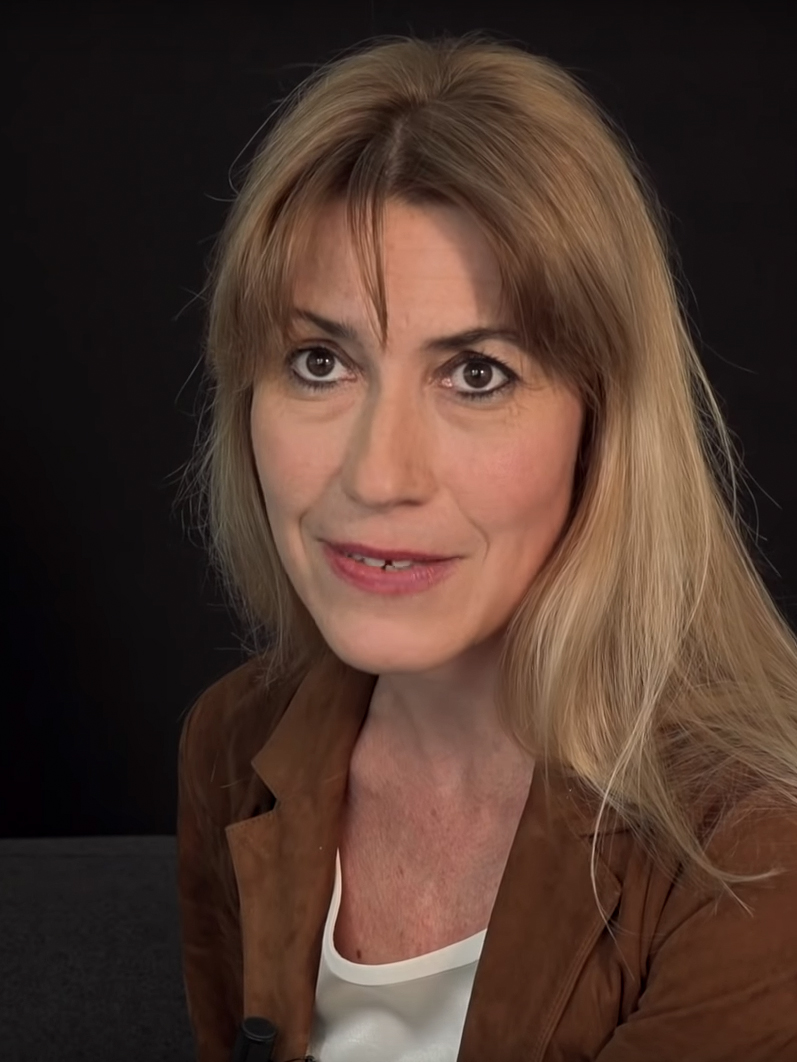
Gwenaëlle Aubry (2018)

Gwenaëlle Aubry (geboren 2. April 1971 in Saint-Étienne) ist eine französische Philosophin und Schriftstellerin.

## Leben
Gwenaëlle Aubry ist eine Tochter des Jura-Professors François-Xavier Aubry, die Eltern trennten sich, als sie fünf Jahre alt war, er starb 2006. Ihre Schwester ist die Journalistin Émilie Aubry. Aubry besuchte die École normale supérieure (ENS) in Paris und das Trinity College in Cambridge. Sie studierte Philosophie an der Sorbonne (Paris IV) und wurde promoviert. Sie forschte danach in Cambridge, Pisa und an der Elfenbeinküste, in Rom war sie 2005 Stipendiatin an der Villa Medici. Sie lehrte Philosophie an der Universität Nancy und an der Sorbonne. Sie arbeitet am Centre Jean Pépin und an der École normale supérieure Paris. Aubry übersetzte Plotin und verfasse mehrere Beiträge zur Philosophiegeschichte, vor allem zu Aristoteles und zum Neuplatonismus.
Aubry veröffentlichte 1999 ihren ersten Roman. In Personne schildert sie das Verhältnis zu ihrem Vater, für den Roman erhielt sie 2009 den Prix Femina.

## Werke (Auswahl)
Belletristik
- Le Diable détacheur. Actes Sud, bourse Cino Del Duca, 1999
- L’Isolée. Paris: Stock, 2002
- L’Isolement. Stock, 2003
- Notre vie s’use en transfigurations. Actes Sud, 2007
- Personne. Mercure de France, 2009
  - Niemand : Roman. Übersetzung Dieter Hornig. Graz : Literaturverlag Droschl, 2013
- Partages. Mercure de France, 2012
- Lazare mon amour. L’Iconoclaste, 2016
- Perséphone 2014. Mercure de France, 2016

Philosophie
- mit Mario Mignucci: Questions aristotéliciennes. Villeneuve d’Ascq : Presses universitaires du Septentrion, 2002
- Plotin. Traité 53 (I, 1), Introduction, traduction, commentaire et notes. Cerf, 2004
- Dieu sans la puissance : Dunamis et Energeia chez Aristote et chez Plotin. Vrin, 2007, Archéologie de la puissance I, überarbeitete und aktualisierte Auflage 2020
- mit F. Ildefonse (Hrsg.): Le moi et l’intériorité. Vrin, 2008
- (Hrsg.): L’impuissance de Dieu. Revue philosophique de la France et de l’Étranger, no 3, 2010.
- Genèse du Dieu souverain. Archéologie de la puissance Il. 2019.